# Português uruguaio
O português uruguaio, algumas vezes  chamado fronteiriço ou misturado, é uma variedade dialetal do que hoje se conhece em meios acadêmicos como Dialetos Portugueses do Uruguai ou Dialectos portugueses del Uruguay (DPU) em espanhol. É falado por cerca de 30% da população uruguaia em geral e 15% como nativo, sendo usado na região fronteiriça entre o Uruguai e o Brasil em cidades como Artigas e Quaraí, mas principalmente na região das cidades gêmeas de Rivera e de Santana do Livramento. Esta região da fronteira é chamada de "Fronteira da Paz". Este nome é resultado da cultura de integração surgida da convivência internacional pacífica de ambos povos.

## Características gerais
Como toda língua, o português uruguaio é muito dinâmico e heterogêneo, existindo um contínuo de dialetos que vão desde o português brasileiro (brazilero, em portunhol) padrão até ao espanhol rioplatense (castilhano, em portunhol). Não obstante, possui uma variante que é a mais utilizada, e que pode ser usada como base de estudo: esta localiza-se geograficamente na zona que tem como centro as cidades de Rivera e Santana do Livramento, e estende-se por uma orla de vários quilômetros ao longo da fronteira. E é a esta variante que o artigo tratará de abordar, ainda que daqui em diante seja chamada simplesmente portunhol ou riverense, nomes pelos quais se identificam as pessoas que falam este idioma.
A maioria dos linguistas classificam o riverense como um dialeto da língua portuguesa (mais notoriamente Adolfo Elizaincín , que tecnicamente chama-o de DPU - dialeto português do Uruguai), ainda que não haja um consenso. O que se pode dizer com certeza é que, por receber contribuições de dois idiomas, o portunhol é uma língua muito rica, no sentido de que tem uma grande variedade de sinônimos e palavras mais precisas para expressar conotações específicas, além de possuir uma maior riqueza fonética. Por outro lado, o riverense não é uma simples mescla de dois idiomas que não segue regras gramaticais precisas. Também é importante assinalar que, de maneira geral, somente os cidadãos uruguaios utilizam esse dialeto, enquanto o que ocorre no lado brasileiro é um bilinguismo.

### Origem
A origem do portunhol se remonta na época da colonização portuguesa na região norte do Uruguai, na qual não estava bem definido a quem pertenciam esses territórios, com a soberania passando de maneira sucessiva de uma coroa a outra. Não somente o português e o espanhol tiveram influência sobre o portunhol, mas também as línguas indígenas, em alguns casos. Como exemplos, podem-se citar: guri (menino), mamboretá (reza ou pedido), caracu (osso de vaca).

### Nas canções populares e folclore fronteiriço
Muito frequente em músicas de caráter lúdico nas periferias fronteiriças de ambas cidades, um estilo regional de música surgiu utilizando o Portunhol Riverense como base linguística junto o amplo ritmo latino chamado Cumbia, sendo este estilo denominado a "Cumbia Bagacera".
"Bagacera" denomina algo ou alguém de procedência duvidosa e sugere um baixo calão para "algo/alguém que não presta". Muito comum relacionar o termo a pessoas com desvios de caráter ou que apresentam comportamentos não aceitáveis perante a sociedade como alcoolismo, boemia e a frequente pronúncia de palavrões. Por isto o estilo faz de forma mimética uma estereotipagem narrativa ou prosaica do dia a dia destes "bagaceras", ora como crítica, ora como mera brincadeira.
Decorrente da união dos conceitos de cada povo sobre as pessoas à margem da sociedade e esta convivência mútua, assim como "Bagacera" surgiram alguns arquétipos locais e perfis destas pessoas que são mutuamente reconhecidos e utilizados em ambas cidades, mais especificamente pelos falantes de portunhol, dentre estas figuras:
- "Chinelão" - Pessoa sem habilidades, sem respeito ou bons costumes, semelhante a bagacera.
- "Biticome" - Pessoa que orgulhosa e mentirosa, que se gaba muito de algo que não é.
- "Tramposo" - Pessoa trapaceira, principalmente em negócios ou jogos.
- "Fronha" / "Mãe" - Pessoa medrosa, que não encara desafios, melindrado.
- "Payaso" - Literalmente palhaço, pessoa que faz graça até do que não deve.
- "Entonado" - Pessoa brigona, que busca motivos para levantar a voz e arranjar briga.
- "Borracheira" / "Querosem" - Pessoa alcoólatra, referência ao estado "mol" devido a ingestão de álcool e ao cheiro desagradável de álcool.
- "Calavera" - Indivíduo de idade avançada e também caloteiro, caborteiro, vagabundo, tratante

### A fonologia e ortografia
A língua Riverense formalmente não tem uma ortografia definida, mas neste artigo uma ortografia de Portunhol Riverense será apresentada/indicada para permitir que os seus fonemas sejam representados da mais exata e mais constante maneira possível, enfatizando as características fonológicas desta variedade da língua. Deve-se observar que nem todos os falantes do Portunhol Riverense usam a mesmo pronúncia para as mesmas palavras (que é o caso com a maioria das línguas). Não obstante, escolhe-se a escrita que é mais representativa das características mais frequentes e distintas.

### Os fonemas e a sua representação ortográfica
A representação escolhida é a mais próxima da usada se tentarmos transcrever os fonemas à língua espanhola (porque esta é a língua ensinada aos uruguaios, aquela é a nacionalidade da maioria dos usuários deste dialecto), à excepção dos fonemas que não podem ser representados com o alfabeto espanhol, como, por exemplo as vogais nasais.

### Vogais espanholas
As vogais espanholas são pronunciadas como as cinco vogais da língua espanhola (existem também no português):
| letra | AFI  | Fronteiriço | Pronúncia(AFI) | Português Brasileiro | Espanhol (dialeto rioplatense) |
| ----- | ---- | ----------- | -------------- | -------------------- | ------------------------------ |
| a     | a    | papa        | ['papa]        | batata               | papa                           |
| a     | a    | catarata    | [kata'ɾata]    | cachoeira            | catarata                       |
| e     | e    | peshe       | ['peʃe]        | peixe                | pez                            |
| e     | e    | detergente  | [deter'χente]  | detergente           | detergente                     |
| i     | i, j | cisco       | ['sisko]       | lixo                 | basura                         |
| i     | i, j | niño        | ['niɲo]        | ninho                | nido                           |
| i     | i, j | ciá         | [sja]          | jantar (cear)        | cenar                          |
| o     | o    | ontonte     | [on'tonte]     | anteontem            | anteayer                       |
| o     | o    | oio         | ['ojo]         | olho                 | ojo                            |
| o     | o    | poso        | ['poso]        | poço                 | pozo                           |
| u     | u, w | yururú      | [ʒuɾu'ɾu]      | jururu               | triste, melancólico            |
| u     | u, w | nu          | [nu]           | no                   | en el                          |
| u     | u, w | acuá        | [a'kwa]        | latir, ladrar        | ladrar                         |

### Vogais portuguesas
Estas vogais são encontradas no português, mas não no espanhol.

#### Vogais Semiabertas
São como as vogais e e o, mas pronunciado de uma maneira mais aberta, próximo de um a.
| letra | AFI | Fronteiriço | Pronúncia (AFI) | Português | Espanhol |
| ----- | --- | ----------- | --------------- | --------- | -------- |
| é     | ɛ   | té          | [tɛ]            | chá       | té       |
| é     | ɛ   | pél         | [pɛl]           | pele      | piel     |
| é     | ɛ   | véia        | ['vɛja]         | velha     | vieja    |
| ó     | ɔ   | fófóca      | [fɔ'fɔka]       | fofoca    | chisme   |
| ó     | ɔ   | póso        | ['pɔso]         | posso     | puedo    |

É muito importante distinguir as vogais abertas (é, ó), porque podem mudar totalmente o sentido da palavra, como nos seguintes exemplos:
avó [a'vɔ] (avó) e avô [a'vo] (avô)
véio ['vɛjo] (velho) e veio ['vejo] (veio, do verbo ir)
véia ['vɛja] (velha) e veia ['veja] (veia)
póso ['pɔso] (posso) e poso ['poso] (poço)

#### Vogais nasais
As vogais nasais são as vogais que são expiradas produzindo o ar através do nariz e em parte através da boca. Não existem no espanhol e consequentemente derivam-se das palavras portuguesas.
| AFI | letras  | Fronteiriço | Pronúncia (AFI) | Português | Espanhol                    |
| --- | ------- | ----------- | --------------- | --------- | --------------------------- |
| ã | ã       | masã        | [ma'sã]         | maçã      | manzana                     |
| ã | ã       | lã          | [lã]            | lã        | lana                        |
| ã | ã       | sã          | [sã]            | sã        | sana (adj.)                 |
| ã | an (*)  | cansha      | ['kãʃa]         | cancha    | cancha                      |
| ẽ | en (*)  | pênsaũ      | ['pẽsaw̃]        | pensam    | piensan                     |
| ĩ | in (**) | intonce     | [ĩ'tõse]        | então     | entonces                    |
| õ | õ       | garsõ       | [gar'sõ]        | garçom    | mozo (de bar o restaurante) |
| õ | õ       | tõ          | [tõ]            | tom       | tono                        |
| õ | on (*)  | intonce     | [ĩ'tõse]        | então     | entonces                    |
| ũ, w̃ | ũ       | ũ           | [ũ]             | um        | uno                         |
| ũ, w̃ | ũ       | cũtigo      | [kũ'tiɣo]       | contigo   | contigo                     |
| ũ, w̃ | ũ       | niñũa       | [ni'ɲũa]        | nenhuma   | ninguna                     |
| ũ, w̃ | ũ       | maũ         | [maw̃]           | mão       | mano                        |
| (*) antes de s, sh, y, z, ce, ci. (**) antes de s, sh, y, z, ce, ci, ou quando é a primeira sílaba da palabra e não é seguida por ga, gue, gui, go, gu, ca, que, qui, co, cu ou k. |         |             |                 |           |                             |

Distinguir vogais nasais é muito importante, porque podem mudar completamente o significado da palavra, como nos seguintes exemplos:
- paũ [paw̃ (pão) e pau [paw] (pau)
- nũ [nũ] (num) e nu [nu] (no)
- nũa ['nũa] (numa) e núa ['nua] (nua)
- ũ [ũ] (um) e u [u] (o)
- cũ [kũ] (com) e cu [ku] (cu, ânus)
- ũs [ũs] (uns) e us [us] (os)

### Consoantes
No quadro seguinte, quando se referir ao português, está-se a referir ao português brasileiro e em particular ao português gaúcho (do estado do sul do Brasil o Rio Grande do Sul) ou aos da mídia brasileira, e quando se referir ao espanhol, na realidade está-se a referir à variante do espanhol tal como é falada no Uruguai.
| letra | AFI        | nome           | descrição | exemplos e contraexemplos (PT=português, ES=espanhol) |
| ----- | ---------- | -------------- | --- | --- |
| b     | [b, β]     | be             | Representa o mesmo fonema que em português e espanhol, ou seja, é sempre bilabial. | brabo ['bɾaβo] (PT: zangado/bravo, ES: enojado/bravo). |
| c     | [k, s]     | ce             | Quando precede a uma vogal ou a uma consoante, exce(p)to o h, pronuncia-se como em português e espanhol. Isto é, representa o fonema /k/ quando se segue pelas vogais a, o, u, ã, õ, ũ, á, ó, ú, ou por uma consoante, de novo excepto o h; e representa o fonema /s/ quando precede às vogais e, i, é, í.                                   | cacimba [ka'simba] (PT: cacimba, ES: cachimba). |
| ch    | [ʧ]        | ce hache, che  | Pronuncia-se como ch espanhol, ou seja, o equivalente ao fonema representado por tch em português. | che [ʧe] (PT: tchê, ES: che), bombacha [bom'baʧa] (cuecas), bombasha [bom'baʃa] (peça de roupa típica gaúcha). |
| d     | [d, ð, dʒ] | de             | Representa as oclusivas dentais, no entanto, devido a influência da mídia brasileira, a assibilação deste fonema ao anteceder vogais anteriores altas /i/, /ĩ/ está cada vez mais difundida, assim como também ocorre nos dialetos brasileiros em geral.                                                                                     | diploide [dʒi'plɔjðe]. |
| f     | [f]        | efe            | Representa o mesmo fonema que como em português e espanhol. | |
| g     | [g, ɣ, χ]  | ge             | Quando precede às vogais a, o, u, ã, õ, ũ, á, ó, ú, ou a uma consoante, representa o mesmo som que em português e espanhol. Quando precede às vogais e, i, é, í, representa o mesmo som que o j espanhol, igual ao fonema grafado rr em português.                                                                                           | gagueyá [gaɣe'ʒa] (PT: gaguejar, ES: tartamudear), geología [χeolo'χia] (PT: geologia, ES: geología, ). |
| h     |            | hache          | É mudo, exce(p)to apenas quando este é precedido por um c ou um s. Em portunhol, apenas as palavras derivantes do português e do espanhol nas quais existem o h grafam-se com h. | hoye ['oʒe] (PT: hoje, ES: hoy), oso ['oso] (PT: osso, ES: hueso). |
| j     | [χ]        | jota           | Representa o mesmo fonema que em espanhol, correspondendo em português ao rr. | jirafa [χi'ɾɑfɑ] soa como em espanhol (rr); e [ʒi'ɾafa] como em português (PT: girafa, ES: jirafa). |
| k     | [k]        | ka             | Representa o mesmo fonema que em português e espanhol. | |
| l     | [l]        | ele            | Representa o mesmo fonema que em espanhol. Note-se que no português do Brasil, o l final ou anterior a uma consoante pode pronunciar-se como [u] ou [w]. No portunhol riverense isso nunca acontece. | Brazil [bɾa'zil] (PT e ES: Brasil). |
| m     | [m]        | eme            | Representa o mesmo fonema que em espanhol. Note-se que em português um m no final de uma palavra, por exemplo, pode pronunciar-se de várias maneiras distintas, dependendo das letras que o antecedem. | |
| n     | [n, ŋ]     | ene            | Representa o mesmo fonema que em espanhol, excepto nos casos assinalados no aparte sobre vogais nasalizadas. | amên [a'men] (PT. amém, ES: amén); amêñ [a'meɲ] (PT: amém, ES: amén); inté [ĩ'tɛ] (PT: até mais, ES: hasta luego); sanga ['saŋga] (PT: trincheira, ES: zanja).                                                                                       |
| ñ     | [ɲ]        | eñe            | Representa o mesmo fonema que em português nh (grafado em espanhol por ñ). | niño ['niɲo] (PT: ninho, ES: nido); carpiñ [kaɾ'piɲ] (PT: meia, ES: calcetín); muñto ['muɲto] (PT: muito, ES: mucho); ruñ [ruɲ] (PT: ruim, ES: malo).                                                                                                |
| p     | [p]        | pe             | Representa o mesmo fonema que em português e espanhol. | |
| qu    | [k, kw]    | cu             | Representa o mesmo fonema que em português e espanhol. | |
| r     | [r, ɾ]     | erre, ere      | Representa o mesmo par de fonemas que em espanhol. | |
| s     | [s, z]     | ese            | Representa o mesmo fonema que em espanhol, exce(p)to se se encontrar no fim de uma palavra e a palavra seguinte começar com vogal, ou se se encontrar antes de uma consoante sonora. Nestes dois últimos casos transforma-se foneticamente equivalente ao z português. Articula-se com a ponta da língua dirigida para os dentes superiores. | asesino [ase'sino] (PT: assassino, ES: asesino), lido como em português seria azezino [aze'zino], palavra que não existe em portunhol; más flaco [mas'flako] (PT: mais magro, ES: más flaco), más gordo [maz'ɣordo] (PT: mais gordo, ES: más gordo). |
| sh    | [ʃ]        | ese hache, she | Representa o mesmo fonema que é grafado em português por ch (igual sh inglês). | shuva ['ʃuva] (PT: chuva, ES: lluvia); aflósha [a'flɔʃa] (PT: não perturbe, ES: no molestes). |
| t     | [t]        | te             | Representa as oclusivas dentais, no entanto, devido a influência da mídia brasileira, a assibilação deste fonema ao anteceder vogais anteriores altas /i/, /ĩ/ está cada vez mais difundida, assim como também ocorre nos dialetos brasileiros em geral.                                                                                     | timidamente [ˌtʃimiðaˈmẽte]. |
| v     | [v]        | ve             | Representa o mesmo fonema que em português. A sua articulação é labiodental, ou mais raramente, levemente bilabial, aproximando os lábios mas sem que estes toquem como no caso do b. | vaso ['vaso] (PT: copo, ES: vaso), se se pronunciasse como em espanhol, ficaria baso ['baso] (PT: baço, ES: bazo). |
| w     | [w]        | doblevê        | Utiliza-se nas palavras que provêm do inglês, e pronuncia-se u, ainda que convém utilizar a norma ortográfica do portunhol para as palavras estrangeiras que já formam parte desta linguagem. | whisky ou uísqui ['wiski] (PT: uísque, ES: güisqui ou whisky), show ou shou [ʃow] (PT: espetáculo, concerto ou show, ES: espectáculo). |
| x     | [ks]       | equis, shis    | Representa sempre o fonema /ks/. | exelente [ekse'lente] (PT e ES: excelente). |
| y     | [ʒ], j     | ye, í-griega   | É como em espanhol rioplatense (o y lê-se como o j português); sendo consoante, excepto no fim de uma palavra que termina com ditongo o tritongo, onde adquire o mesmo som que a vogal i. | yurá [ʒu'ɾa] (PT: jurar, ES: jurar); Uruguay [uɾu'ɣwaj] (PT: Uruguai); yacaré [ʒaka'ɾɛ] (PT: jacaré, ES: yacaré). |
| z     | [z]        | ceta           | Representa o mesmo fonema que em português. | caza ['kaza] (PT e ES: casa); casa ['kasa] (PT: caça, ES: caza). |
| zy    | [z, zʒ, ʒ] | ceta ye        | Usa-se em palavras que têm um fonema que varia continuamente entre z e y (segundo o interlocutor). | cuazye ['kwazʒe] (PT: quase, ES: casi); ezyemplo [e'zʒemplo] (PT: exemplo, ES: ejemplo). |

### As regras de acentuação ortográfica
O acento tônico denota, a tonicidade, ou seja, a ênfase dada a determinadas sílabas das palavras durante a fala. A sílaba acentuada denomina-se tónica, e as restantes de átonas. Pelo seu acento as palavras dividem-se em:
- Oxítonas: as que estão acentuadas na última sílaba: asador, cantá (cantar), sabê (saber), numerô (numerou), algũ (algum).
- Paroxítonas: as acentuadas na penúltima sílaba: caza (casa), canta, sabe, numéro (número).
- Proparoxítonas: as acentuadas na antepenúltima sílaba: esplêndido, helicôptero (helicóptero), número.
- Sobresdrúxulas: as acentuadas nalguma sílaba anterior à antepenúltima: dêbilmente (debilmente), pacíficamente (pacificamente), insínemelo (mostra-mo).

O acento ortográfico é a forma de representar o acento tônico, e em riverense consiste num acento agudo (´) ou um acento circunflexo (^). O acento circunflexo usa-se quando a vogal da sílaba tônica é a letra "e" fechada ou a letra "o" fechada, como em português. Nos restantes casos usa-se o acento agudo.
Mas nem todas as palavras levam acento ortográfico, e nem sempre os acentos agudos utilizam-se para representar o acento tônico, mas sim também para representar uma vogal aberta ("é", "ó"), como mencionou-se na seção anterior (ainda que geralmente ambos os usos coincidem).

#### As palavras que levam acento ortográfico
- As palavras agudas com mais de uma sílaba terminadas em vogal (exceto as terminadas em "saũ") ou terminadas nas consoantes "n", "s" ou "ñ": gurí (menino), bombiá (olhar), comê (comer), shulé (chulé), Tarzán (Tarzan), tambêñ (também), estrês (estresse), pensaũ (pensão).
- As palavras graves terminadas em "saũ" e as não terminadas em vogal, nem nas consoantes "n", "s" ou "ñ": pênsaũ (pensam), mártir, frágil.
- Todas as palavras proparoxítonas e sobresdrúxulas: aritmêtica (aritmética), fácilmente (facilmente).
- Todos os infinitivos: í (ir), ví (vir), sê (ser), tê (ter), dá (dar), pô (pôr), vê (ver), carpí (carpir), iscuiambá ("bagunçar")

#### Regras especiais de acentuação ortográfica
- Monossílabos. Em regra geral escrevem-se sem acento agudo (se não são verbos no infinitivo); não obstante, quando dois monossílabos são iguais quanto à forma mas cumprem uma função distinta, um deles (geralmente o tónico) leva acento agudo:
  - te (pronome pessoal), té (substantivo), tê (verbo): "Eu vo tê que te dá té da India." [ew vo 'te ke te 'ða 'tɛ ða 'indja] ("Eu vou ter que dar-te chá da Índia.")
  - siñ (preposição), síñ (advérbio de afirmação): "Síñ, siñ ele." ['siɲ si'ɲele] ("Sim, sem ele.")
  - dê (conjugação do verbo dá [dar]), de (preposição): "Me dê ũ de cada ũ." [me 'ðe 'ũ ðe 'kaða 'ũ] ("Dê-me um de cada um.").
  - dá (verbo), da (preposição): "Eu vo tê que te dá té da India." [ew vo 'te ke te 'ða 'tɛ ða 'indja] ("Eu vou ter que dar-te chá da Índia.").
  - saũ (conjugação do verbo sê [ser]), sáũ (adjetivo), Saũ (nome, o mesmo que Santo): "Us pensamento de Saũ Francisco saũ sáũ." [us pẽsa'mento ðe 'saw̃ fɾã'sisko saw̃ 'saw̃] ("Os pensamentos de São Francisco são sãos.").
  - cũá [kw̃a] (com a; contração de cũ a), cũa ['kũa] (com uma; contração de cũ ũa) "¿Cũá miña o cũa dele?." ("Com a minha ou com uma dele?").
- Acento agudo que indica hiato. Quando numa palavra concorrem uma das vogais fortes ("a", "e" ou "o") e uma das vogais fracas ("i" ou "u") acentuada, não se produz ditongo. Para indicar a falta de ditongo (hiato) coloca-se um acento agudo sobre a vogal "i" ou "u": María [ma'ɾia] (Maria), reúna [re'una], baúl [ba'ul] (baú), fía ['fia] (filha), ladrío [la'ðɾio] (tijolo), garúa [ga'ɾua] (chuvisco), saí [sa'i] (sair).

## Gramática

### Conjugação verbal
Os verbos classificam-se em quatro tipos segundo a terminação do seu infinitivo:
1. 1. 1ª conjugação - verbos terminados em á.
  2. 2ª conjugação - verbos terminados em ê.
  3. 3ª conjugação - verbos terminados em í.
  4. 4ª conjugação - verbos terminados em ô.

O portunhol riverense tem tanto verbos regulares como irregulares.

#### Verbos regulares

##### Tempos simples
| c o n j | Modo Indicativo                 | Modo Indicativo | Modo Indicativo | Modo Indicativo | Modo Indicativo      | Modo Indicativo              | Modo Indicativo | Modo Indicativo       | Conjuntivo      | Conjuntivo                                 | Conjuntivo       | Imperativo |
| c o n j | inf. part. ger.                 | pessoa          | pessoa          | presente        | pretérito imperfeito | pretérito imperfeito simples | futuro          | condicional           | presente        | pretérito imperfeito                       | futuro           | Imperativo |
| ------- | ------------------------------- | --------------- | --------------- | --------------- | -------------------- | ---------------------------- | --------------- | --------------------- | --------------- | ------------------------------------------ | ---------------- | ---------- |
| 1ª - á  | amá (amar) amado amando         | 1ªs             | eu              | amo             | amava                | amey                         | amarey          | amaría                | ame             | amase, amara                               | amá              |            |
| 1ª - á  | amá (amar) amado amando         | 2ªs             | tu              | ama             | amava                | amaste                       | amarás          | amaría                | ame             | amase, amara                               | amá              | ama        |
| 1ª - á  | amá (amar) amado amando         | 3ªs             | ele             | ama             | amava                | amô                          | amará           | amaría                | ame             | amase, amara                               | amá              | ame        |
| 1ª - á  | amá (amar) amado amando         | 1ªp             | nós             | amamos, amemo   | amávamos, amava      | amamos, amemo                | amaremos        | amaríamos, amaría     | amemos, ame     | amásemos, amáramos, amase, amara           | amarmos, amá     | amemos     |
| 1ª - á  | amá (amar) amado amando         | 2ªp             | vocês           | amaũ            | amavaũ               | amaraũ                       | amaráũ          | amaríaũ               | ameñ            | amaseñ, amaran                             | amareñ           | ameñ       |
| 1ª - á  | amá (amar) amado amando         | 3ªp             | eles            | amaũ            | amavaũ               | amaraũ                       | amaráũ          | amaríaũ               | ameñ            | amaseñ, amaran                             | amareñ           | ameñ       |
| 2ª - ê  | temê (temer) temido temendo     | 1ªs             | eu              | temo            | temía                | temí                         | temerey         | temería               | tema            | temese, temera                             | temê             |            |
| 2ª - ê  | temê (temer) temido temendo     | 2ªs             | tu              | teme            | temía                | temiste                      | temerás         | temería               | tema            | temese, temera                             | temê             | teme       |
| 2ª - ê  | temê (temer) temido temendo     | 3ªs             | ele             | teme            | temía                | temêu                        | temerá          | temería               | tema            | temese, temera                             | temê             | tema       |
| 2ª - ê  | temê (temer) temido temendo     | 1ªp             | nós             | tememos         | temíamos, temía      | temimos, tememo              | temeremos       | temeríamos, temería   | temamos, tem-a  | temêsemos, temêramos, temese, temera       | temermos, temê   | temamos    |
| 2ª - ê  | temê (temer) temido temendo     | 2ªp             | vocês           | temeñ           | temíaũ               | temeraũ                      | temeráũ         | temeríaũ              | temaũ           | temeseñ, temieran                          | temereñ          | temaũ      |
| 2ª - ê  | temê (temer) temido temendo     | 3ªp             | eles            | temeñ           | temíaũ               | temeraũ                      | temeráũ         | temeríaũ              | temaũ           | temeseñ, temieran                          | temêreñ          | temaũ      |
| 3ª - í  | partí (partir) partido partindo | 1ªs             | eu              | parto           | partía               | partí                        | partirey        | partiría              | parta           | partise, partiera                          | partí            |            |
| 3ª - í  | partí (partir) partido partindo | 2ªs             | tu              | parte           | partía               | partiste                     | partirás        | partiría              | parta           | partise, partiera                          | partí            | parte      |
| 3ª - í  | partí (partir) partido partindo | 3ªs             | ele             | parte           | partía               | partíu                       | partirá         | partiría              | parta           | partise, partiera                          | partí            | parta      |
| 3ª - í  | partí (partir) partido partindo | 1ªp             | nós             | partimos        | partíamos, partía    | partimos                     | partiremos      | partiríamos, partiría | partamos, parta | partísemos, partiéramos, partise, partiera | partirmos, partí | partamos   |
| 3ª - í  | partí (partir) partido partindo | 2ªp             | vocês           | parteñ          | partíaũ              | partiraũ                     | partiráũ        | partiríaũ             | partaũ          | partiseñ, partieran                        | partireñ         | partaũ     |
| 3ª - í  | partí (partir) partido partindo | 3ªp             | eles            | parteñ          | partíaũ              | partiraũ                     | partiráũ        | partiríaũ             | partaũ          | partiseñ, partieran                        | partireñ         | partaũ     |
| 4ª - ô  | pô (pôr) posto pondo            | 1ªs             | eu              | poño            | puña                 | pús                          | porey           | poría                 | poña            | puzése, puzéra                             | pô               |            |
| 4ª - ô  | pô (pôr) posto pondo            | 2ªs             | tu              | poñ             | puña                 | puzéste                      | porás           | poría                 | poña            | puzése, puzéra                             | pô               | poñ        |
| 4ª - ô  | pô (pôr) posto pondo            | 3ªs             | ele             | poñ             | puña                 | pôs                          | porá            | poría                 | poña            | puzése, puzéra                             | pô               | poña       |
| 4ª - ô  | pô (pôr) posto pondo            | 1ªp             | nós             | pomos           | púñamos, puña        | puzemos                      | poremos         | poríamos, poría       | poñamos, poña   | puzésemos, pusiêramos, puzése, puzéra      | pormos, pô       | poñamos    |
| 4ª - ô  | pô (pôr) posto pondo            | 2ªp             | vocês           | poñ             | puñaũ                | puzéraũ                      | poráũ           | poríaũ                | poñaũ           | puzéseñ, pusieran                          | poreñ            | poñaũ      |
| 4ª - ô  | pô (pôr) posto pondo            | 3ªp             | eles            | poñ             | puñaũ                | puzéraũ                      | poráũ           | poríaũ                | poñaũ           | puzéseñ, pusieran                          | poreñ            | poñaũ      |

Observações
- Na segunda pessoa do singular dos modos indicativo e conjuntivo, também conjuga-se juntando um "s" ao fim da palavra. Exemplos: tu ama --> tu amas; tu temería --> tu temerías; tu poña --> tu poñas; tu partise --> tu partises.

- Na primeira pessoa do plural (em todos os modos) também conjuga-se tirando o "s" final. Exemplos: nós poremos --> nós poremo; nós temíamos --> nós temíamo; nós amásemos --> nós amásemo; partamos --> partamo (imperativo).

- As observações anteriores também valem para os verbos irregulares.

- O verbo pô (pôr) tem um verbo sinónimo ponê (pôr), que é irregular.

##### Tempos compostos
- Pretérito perfeito do indicativo

Forma-se com o pretérito simples do verbo tê (ter) ou do verbo havê (haver), mais o particípio do verbo em questão.
Exemplos: Eu teño amado. Eu he amado. Tu teñ partido. Nós hemos temido.
- Pretérito mais-que-perfeito do indicativo

Forma-se com o pretérito imperfeito do verbo tê ou do verbo havê, mais o particípio do verbo em questão.
Exemplos: Eu tiña amado. Eu havía amado. Tu tiña partido. Nós havíamo temido.
- Futuro composto

Forma-se com o presente do verbo í (ir), mais o infinitivo do verbo em questão. Esta forma é mais usada que o futuro simples.
Exemplos: Eu vo amá. Tu vay partí. Nós vamo temé. Eles vaũ pô.
- Futuro perfeito do indicativo

Forma-se com o futuro simples do verbo tê ou do verbo havê, mais o particípio do verbo em questão.
Exemplos: Eu terey amado. Eu havrey amado. Tu terá partido. Nós havremos temido.
- Condicional perfeito

Forma-se com o condicional simples do verbo tê ou do verbo havê, mais o particípio do verbo em questão.
Exemplos: Eu tería amado. Eu havría amado. Tu tería partido. Nós havríamos temido. Vocês havríaũ posto.
- Pretérito perfeito do conjuntivo

Forma-se com o pretérito simples do verbo tê (ter) ou do verbo havê (haver), mais o particípio do verbo em questão.
Exemplos: Eu teña amado. Eu haya amado. Tu teña partido. Nós hayamos temido.
- Pretérito mais-que-perfeito do conjuntivo

Forma-se com o pretérito imperfeito do verbo tê ou do verbo havê, mais o particípio do verbo em questão.
Exemplos: Eu tivése amado. Eu huvése amado. Tu tivése partido. Nós huvésemos temido.
- Futuro perfeito do conjuntivo

Forma-se com o futuro simples do verbo tê ou do verbo havê, mais o particípio do verbo em questão.
Exemplos: Eu tivé amado. Eu huvé amado. Tu tivé partido. Nós havermos temido.

#### Verbos irregulares
São os verbos que não seguem as regras de conjugação anteriores, que foram dadas para os verbos regulares.
Alguns verbos irregulares:

##### Tê (ter)
| Modo Indicativo     | Modo Indicativo | Modo Indicativo | Modo Indicativo | Modo Indicativo      | Modo Indicativo              | Modo Indicativo | Modo Indicativo | Conjuntivo    | Conjuntivo                           | Conjuntivo     | Imperativo |
| inf. part. ger.     | pessoa          | pessoa          | presente        | pretérito imperfeito | pretérito imperfeito simples | futuro          | condicional     | presente      | pretérito imperfeito                 | futuro         | Imperativo |
| ------------------- | --------------- | --------------- | --------------- | -------------------- | ---------------------------- | --------------- | --------------- | ------------- | ------------------------------------ | -------------- | ---------- |
| tê (ter) tido tendo | 1ªs             | eu              | teño            | tiña                 | tive                         | terey           | tería           | teña          | tivése, tivéra                       | tivé           |            |
| tê (ter) tido tendo | 2ªs             | tu              | teñ             | tiña                 | tivéste                      | terás           | tería           | teña          | tivése, tivéra                       | tivé           | teñ        |
| tê (ter) tido tendo | 3ªs             | ele             | teñ             | tiña                 | teve                         | terá            | tería           | teña          | tivése, tivéra                       | tivé           | teña       |
| tê (ter) tido tendo | 1ªp             | nós             | temos           | tíñamos, tiña        | tivemos                      | teremos         | teríamos, tería | teñamos, teña | tivésemos, tivéramos, tivése, tivéra | tivérmos, tivé | teñamos    |
| tê (ter) tido tendo | 2ªp             | vocês           | teñ             | tiñaũ                | tivéraũ                      | teráũ           | teríaũ          | teñaũ         | tivéseñ, tuvieran                    | tivéreñ        | teñaũ      |
| tê (ter) tido tendo | 3ªp             | eles            | teñ             | tiñaũ                | tivéraũ                      | teráũ           | teríaũ          | teñaũ         | tivéseñ, tuvieran                    | tivéreñ        | teñaũ      |

##### Sê (ser)
| Modo Indicativo     | Modo Indicativo | Modo Indicativo | Modo Indicativo | Modo Indicativo      | Modo Indicativo              | Modo Indicativo | Modo Indicativo | Conjuntivo    | Conjuntivo           | Conjuntivo | Imperativo |
| inf. part. ger.     | pessona         | pessona         | presente        | pretérito imperfeito | pretérito imperfeito simples | futuro          | condicional     | presente      | pretérito imperfeito | futuro     | Imperativo |
| ------------------- | --------------- | --------------- | --------------- | -------------------- | ---------------------------- | --------------- | --------------- | ------------- | -------------------- | ---------- | ---------- |
| sê (ser) sido sendo | 1ªs             | eu              | so              | éra                  | fuy                          | serey           | sería           | seya          | fose                 | sê         |            |
| sê (ser) sido sendo | 2ªs             | tu              | é               | éra                  | foste                        | serás           | sería           | seya          | fose                 | sê, for    | sê         |
| sê (ser) sido sendo | 3ªs             | ele             | é               | éra                  | foy                          | será            | sería           | seya          | fose                 | sê, for    | seya       |
| sê (ser) sido sendo | 1ªp             | nós             | somos, semos    | éramos, éra          | fomos, fumos                 | seremos         | seríamos, sería | seyamos, seya | fôsemos, fose        | sermos     | seyamos    |
| sê (ser) sido sendo | 2ªp             | vocês           | saũ             | éraũ                 | foraũ                        | seráũ           | seríaũ          | seyaũ         | foseñ                | sereñ      | seyaũ      |
| sê (ser) sido sendo | 3ªp             | eles            | saũ             | éraũ                 | foraũ                        | seráũ           | seríaũ          | seyaũ         | foseñ                | sereñ      | seyaũ      |

##### Í (ir)
| Modo Indicativo | Modo Indicativo | Modo Indicativo | Modo Indicativo | Modo Indicativo      | Modo Indicativo              | Modo Indicativo | Modo Indicativo | Conjuntivo    | Conjuntivo                 | Conjuntivo | Imperativo     |
| inf. part. ger. | pessoa          | pessoa          | presente        | pretérito imperfeito | pretérito imperfeito simples | futuro          | condicional     | presente      | pretérito imperfeito       | futuro     | Imperativo     |
| --------------- | --------------- | --------------- | --------------- | -------------------- | ---------------------------- | --------------- | --------------- | ------------- | -------------------------- | ---------- | -------------- |
| í (ir) ido indo | 1ªs             | eu              | vo              | ía                   | fuy                          | irey            | iría            | vaya          | fose, ise                  | í          |                |
| í (ir) ido indo | 2ªs             | tu              | vay             | ía                   | foste                        | irás            | iría            | vaya          | fose, ise                  | í, for     | vay            |
| í (ir) ido indo | 3ªs             | ele             | vay             | ía                   | foy                          | irá             | iría            | vaya          | fose, ise                  | í, for     | vaya           |
| í (ir) ido indo | 1ªp             | nós             | vamos           | íamos, ía            | fomos, fumos                 | iremos          | iríamos, iría   | vayamos, vaya | fôsemos, fose, isemos, ise | irmos      | vayamos, vamos |
| í (ir) ido indo | 2ªp             | vocês           | vaũ             | íaũ                  | foraũ                        | iráũ            | iríaũ           | vayaũ         | foseñ, iseñ                | ireñ       | vayaũ          |
| í (ir) ido indo | 3ªp             | eles            | vaũ             | íaũ                  | foraũ                        | iráũ            | iríaũ           | vayaũ         | foseñ, iseñ                | ireñ       | vayaũ          |

##### Tá (estar)
| Modo Indicativo       | Modo Indicativo | Modo Indicativo | Modo Indicativo | Modo Indicativo      | Modo Indicativo              | Modo Indicativo | Modo Indicativo | Conjuntivo    | Conjuntivo           | Conjuntivo | Imperativo |
| inf. part. ger.       | pessoa          | pessoa          | presente        | pretérito imperfeito | pretérito imperfeito simples | futuro          | condicional     | presente      | pretérito imperfeito | futuro     | Imperativo |
| --------------------- | --------------- | --------------- | --------------- | -------------------- | ---------------------------- | --------------- | --------------- | ------------- | -------------------- | ---------- | ---------- |
| tá (estar) tado tando | 1ªs             | eu              | to              | tava                 | tive                         | tarey           | taría           | teya          | tivése               | tê         |            |
| tá (estar) tado tando | 2ªs             | tu              | ta              | tava                 | tivéste                      | tarás           | taría           | teya          | tivése               | tê         | tate       |
| tá (estar) tado tando | 3ªs             | ele             | ta              | tava                 | teve                         | tará            | taría           | teya          | tivése               | tê         | teya       |
| tá (estar) tado tando | 1ªp             | nós             | tamos, temo     | távamos, tava        | tivemos                      | taremos         | taríamos, taría | teyamos, teya | tivésemos, tivése    | tarmos     | teyamos    |
| tá (estar) tado tando | 2ªp             | vocês           | taũ             | tavaũ                | tivéraũ                      | taráũ           | taríaũ          | teyaũ         | tivéseñ              | tareñ      | teyaũ      |
| tá (estar) tado tando | 3ªp             | eles            | taũ             | tavaũ                | tivéraũ                      | taráũ           | taríaũ          | teyaũ         | tivéseñ              | tareñ      | teyaũ      |